# Chrissi
Chrissi (em grego: Χρυσή; romaniz.: Chrysí ou Khrysí; "dourada"), também chamada Gaiduronisi (Γαϊδουρονήσι; romaniz.: Gaïdouronési, "ilha do burro") é uma pequena ilha praticamente desabitada no mar da Líbia, ao largo da costa sudeste de Creta, Grécia, situada pouco menos de 15 km a sul de Ierápetra. Os habitantes desta cidade chamam-lhe simplesmente "a ilha".
Tem 4,74 km² de área, cerca de 5 km de comprimento (máximo: 7 km) e 1,5 km de largura (máxima: 2 km). Administrativamente faz parte do município de Ierápetra e da unidade regional de Lasíti. Em 2012 só havia três residentes permanentes na ilha.[carece de fontes?]

## Descrição
A altitude média varia entre 5 e 10 metros. O ponto mais alto, chamado Kefala (cabeça), situa-se a 31 metros de altitude. A costa é constituída por enseadas pouco profundas e baías, praias de areia e conchas e dunas móveis de areia branca cobertas de matagal. Turisticamente, a ilha é célebre pelas suas praias de areia branca e pequenas conchas, pelas suas águas límpidas azul-turquesa e pouco profundas e pelas abundantes rochas vulcânicas coloridas. Aproximadamente 700 metros a leste, encontra-se o ilhéu rochoso de Micronisi, com 11,7 hectares, onde vivem centenas de gaivotas. A profundidade entre Chrissi e Micronisi não ultrapassa os 5 metros e até 500 metros na costa sul e 1 km na costa não ultrapassa os 10 metros.
Como no passado, as baías abrigadas de Chrissi são usadas pelos pescadores locais para esvaziarem as redes de pesca e descansarem. Algumas pessoas vão à ilha para recolher ervas e alcachofras silvestres.
As únicas construções na ilha são um um pequeno bar na parte norte, uma pequena taverna (restaurante) na parte sul, perto de um pequeno cais, um farol no lado noroeste e uma casa no lado nordeste e uma igreja dedicada a São Nicolau (Ágios Nikolaos), supostamente datada do século XIII. A nordeste da igreja há uma salina, que é uma antigo lago salgado seco e onde ainda se recolhe sal, uma pequena construção (conhecida como Spilio) e um antigo quebra-mar. Há também algumas ruínas minoicas, alguns túmulos escavados, o maior deles datado do período romano, e vestígios de muros de pedra de delimitação de terras.
A ilha recebe turistas, que vão e voltam no mesmo dia usando pequenos barcos que partem dos portos de Ierápetra e Macrigialos e desembarcam em Vougiou Mati, na costa sul, no período entre meados de maio e final de outubro. A viagem dura perto de uma hora. Em Vougiou Mati há uma pequena taverna (restaurante) e dali parte um caminho para a praia sul e para o lado oriental da baía de Belegrina, uma praia onde a "areia" é composta por conchas minúsculas.

### Ambiente

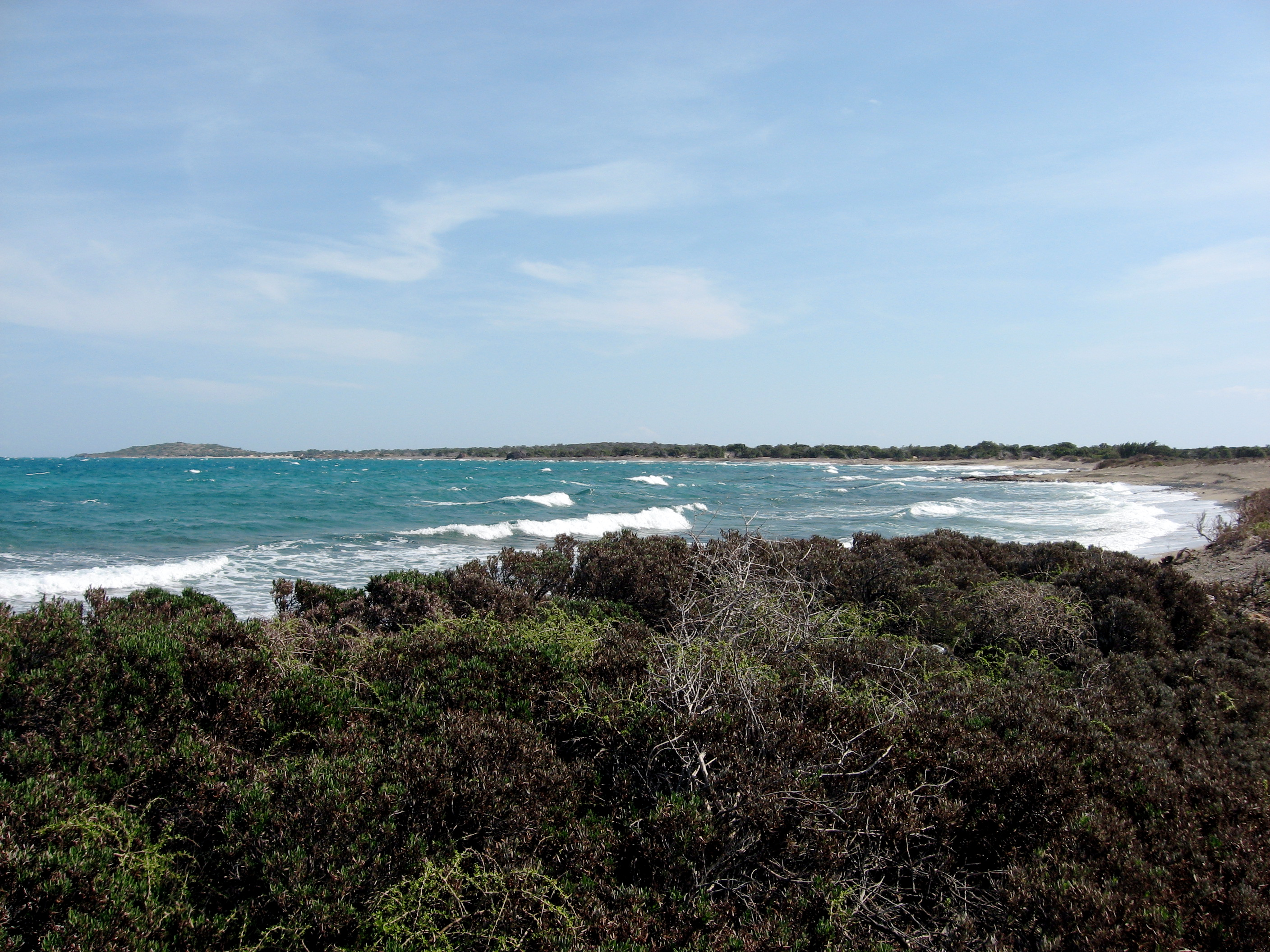

A ilha integra uma área protegida com 700 ha integrada na Rede Natura 2000; 22% dessa área protegida é marítima. O regime de proteção deve-se a uma "rara combinação de ecossistemas, que é habitat de muitas espécies endémicas, e ao seu "elevado valor estético, classificado como de excecional beleza natural". É uma das poucas áreas da Grécia onde há dunas com arbustos Juniperus oxycedrus subsp. macrocarpa (uma subespécie de zimbro-bravo). Entre as espécies animais presentes na ilha destaca-se a foca-monge-do-mediterrâneo (Monachus monachus).
A vegetação característica das dunas, além de arbustos altos de Juniperus oxycedrus subsp. macrocarpa, é a Ammophila arenaria e Sarcopoterium spinosum. Grande parte da ilha está coberta por matagal de Juniperus oxycedrus e florestas mistas de Juniperus subsp. macrocarpa e Juniperus phoenicea (sabina-negral). No ilhéu de Micronisi, também parte da área protegida, a vegetação é escassa devido ao sobrepastoreio.
No mar em volta da ilha a variedade de espécies é impressionante. Nas rochas vulcânicas de Chrissi foram encontradas 54 espécies de fósseis com idades entre os 350 000 e os 70 000 anos, quando a ilha ainda estava debaixo de água. Algumas dessas espécies ainda se encontram nas águas em redor. As costas das baías do lado norte (Belegrina, Hatzivolakas e Kataprosopo) estão pejadas de conchas marinhas.
Há também diversas espécies introduzidas pelo homem. Os donos dos restaurantes que existiam outrora, bem como alguns visitantes de verão, plantaram bouzi (Aizoaceae), athanatos (agaves) e  armiriki (Tamarix). Foram também introduzidas perdizes, lebres e coelhos.

## História

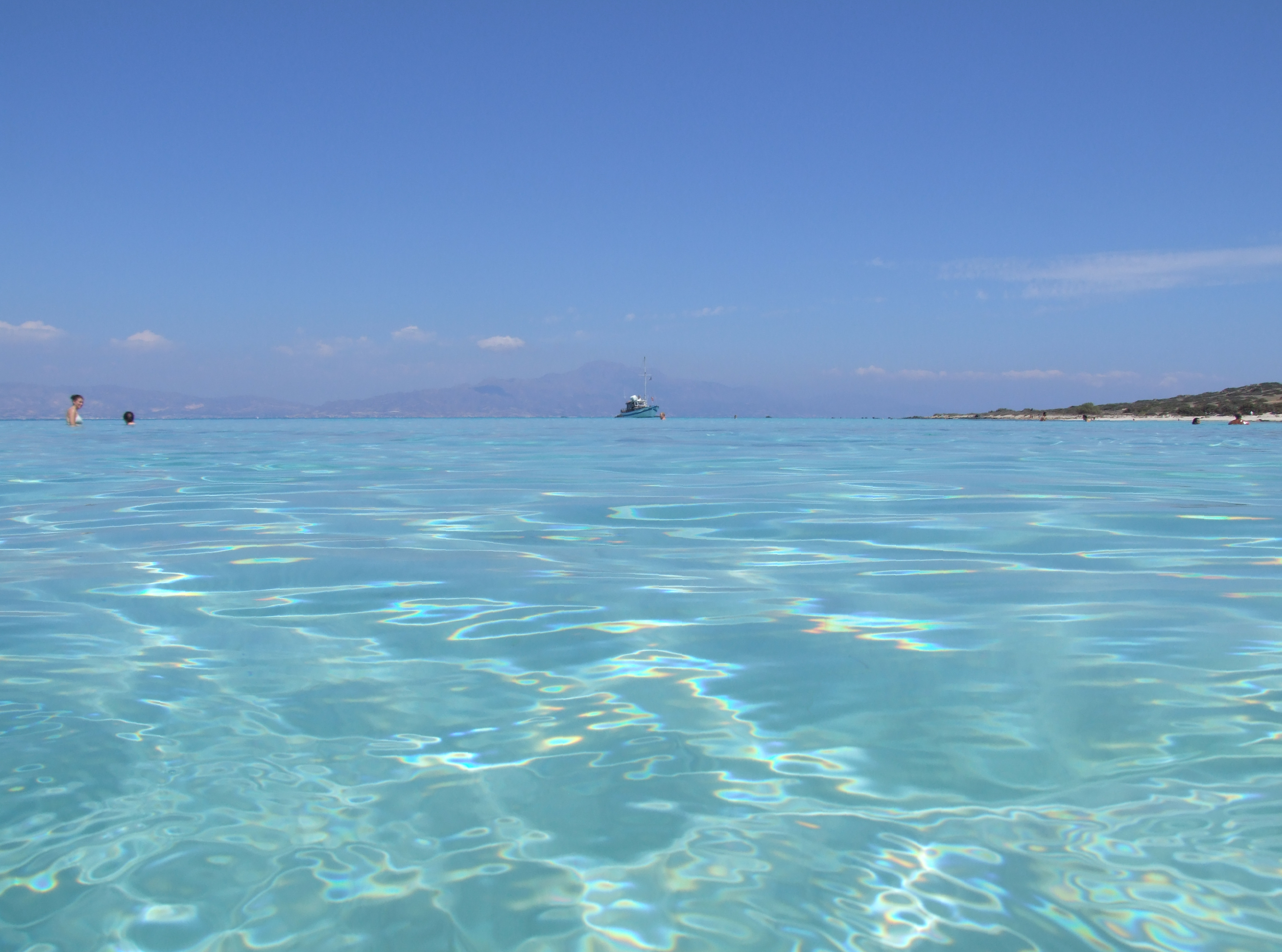
As famosas águas azul-turquesa de Chrissi

A menção mais antiga a Chrissi é do geógrafo anónimo da Antiguidade conhecido como Stadiasmus, que relata que «Ierápetra tem uma ilha chamada Chrissi que tem um porto e água». Em 1415, Cristóvão Buondelmonti relatava que Chrissi é «uma ilha plana e praticamente incultivada, bela, com eremitas , lentiscos e cedros». No relato da sua viagem a Creta em 1847, Raulin refere a existência de rebanhos e que tinham existido salinas até 1840.
Há muito que a ilha é praticamente desabitada, mas no passado existiram alguns pequenos povoados. Nas extremidades ocidental e oriental, depósitos de conchas indicam atividade da época minoica. A produção da chamada "púrpura real" ou porfira, um pigmento escarlate produzido a partir de moluscos de concha usado para tingir mantos da realeza europeia, que foi uma atividade económica importante em Chrissi durante o período bizantino, parece remontar ao período minoico.
No período bizantino as principais atividades eram a pesca, exportação de sal e de porfira. Mais tarde, os ataques de piratas forçaram os habitantes da ilha a fugirem para Creta e usaram Chrissi como esconderijo. Ao largo da ilha afundaram-se muitos navios piratas e mercantes. Os pastores da costa cretense costumavam levar rebanhos para Chrissi durante o inverno.